# Vozera Bjarnova
Vozera Bjarnova (vitryska: Возера Бярнова) är en sjö i Belarus.   Den ligger i voblasten Vitsebsks voblast, i den norra delen av landet, 240 km nordost om huvudstaden Minsk. Vozera Bjarnova ligger 160 meter över havet. Arean är 2,3 kvadratkilometer. Den sträcker sig 2,9 kilometer i nord-sydlig riktning, och 2,0 kilometer i öst-västlig riktning.
Omgivningarna runt Vozera Bjarnova är en mosaik av jordbruksmark och naturlig växtlighet. Runt Vozera Bjarnova är det glesbefolkat, med 10 invånare per kvadratkilometer.